# اگوی
اگوی (به لاتین: Agoué) یک منطقهٔ مسکونی در بنین است که در استان مونو واقع شده‌است.

## خصوصیات
اگوی ۹٬۵۸۹ نفر جمعیت دارد.